# عقعق أسود العجز
العقعق أسود العَجُز (الاسم العلمي: Pica bottanensis) هو نوع من العقاعق التي توجد في وسط بوتان إلى غرب وسط الصين. كان يُعد نُوَيعة من العقعق الأوراسي سابقًا.
وجدت دراسة النسالة الجزيئية التي نشرت في عام 2018 أن العقعق أسود العجز هو شقيق نوعي للعقعق عسيري من جنوب غرب المملكة العربية السعودية.